# Léopold Émile Aron
Léopold Émile Aron (et non Aaron), dit Émile Arton, né à Strasbourg le 16 août 1849 et mort à Paris 9e le 17 juillet 1905, est un courtier, homme d'affaires et criminel financier français de la fin du XIXe siècle.
Entre 1892 et 1898, il défraya régulièrement la chronique judiciaire et politique pour son rôle d'agent corrupteur dans le scandale de Panama.

## Biographie

### Formation et débuts dans les affaires (1870-1891)

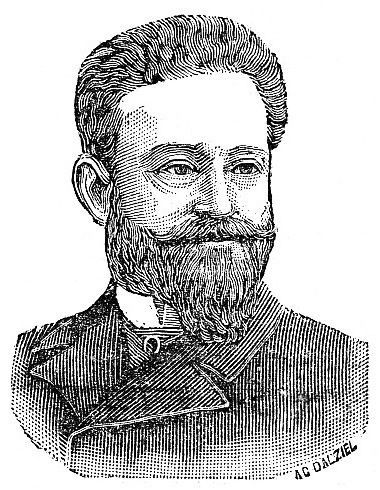
Émile Arton (gravure de 1892).

Léopold Émile Aron est le fils d'Henri Aron, un négociant juif alsacien, et de Nanette Henlé, une juive originaire du Wurtemberg. Envoyé très jeune à Francfort, où son oncle maternel est négociant, il s'y forme aux affaires en travaillant comme commis pour différentes maisons commerciales ou bancaires.
En 1869 ou 1870, il part pour Rio de Janeiro, où il entre à la maison Lehéricy puis entreprend le négoce des cafés. Sous le nom d'Arton, il se convertit au catholicisme pour épouser Henriette Darbelli (ou Darbelly), fille naturelle d'un fabricant de fleurs artificielles, le 18 août 1870 en l'église Notre-Dame de Gloire d'Outeiro.
Leur première fille, Jeanne, naît à Rio le 18 juin 1871.
C'est au Brésil qu'Arton semble avoir commencé à emprunter des voix tortueuses pour parvenir à ses fins. Entretenant des comédiennes aux mœurs légères, il se serait servi d'elles pour faire chanter certains politiciens locaux. Accusé de malversations, il perd son poste de fondé de pouvoir d'une entreprise allemande puis échappe à des poursuites en 1873 grâce à l'intervention de sa belle-mère, qui meurt quelques années plus tard dans des circonstances qui suscitent des rumeurs d'empoisonnement.
Fuyant ce climat délétère, Arton retourne en Europe en 1884 et s'installe à Paris, avenue de Wagram.
Employant le capital constitué au Brésil, il lance le « café Arton » (au no 15 de la rue de Trévise) qu'il fait torréfier dans une usine qu'il a acquise à Levallois et dont la promotion est assurée par de grandes affiches. Cette affaire n'ayant pas marché (peut-être en raison de la contrefaçon), il devient l'agent financier ou le courtier de différentes sociétés et installe, au no 3 de la rue Rouget-de-L'Isle, une maison de banque spécialisée dans les affaires avec l'étranger (Banque romaine, Compagnie de chemin de fer de Jaffa à Jérusalem vers 1891…). En 1891, il tente également de créer une société bancaire, Le Crédit, située au no 18 de la place Vendôme.
Dès la seconde moitié des années 1880, Arton mène grand train, achète une résidence d'été à Bougival (la « villa des Frênes », qu'Ivan Tourgueniev avait acquise pour Pauline Viardot) et entretient plusieurs maîtresses dont l'actrice Suzanne Néry. Fréquentant aussi bien le palais Brongniart que les cercles de jeux, il fait la connaissance de nombreuses personnalités du théâtre ou de la politique.

### Agent de la Société centrale de dynamite (1886-1892)

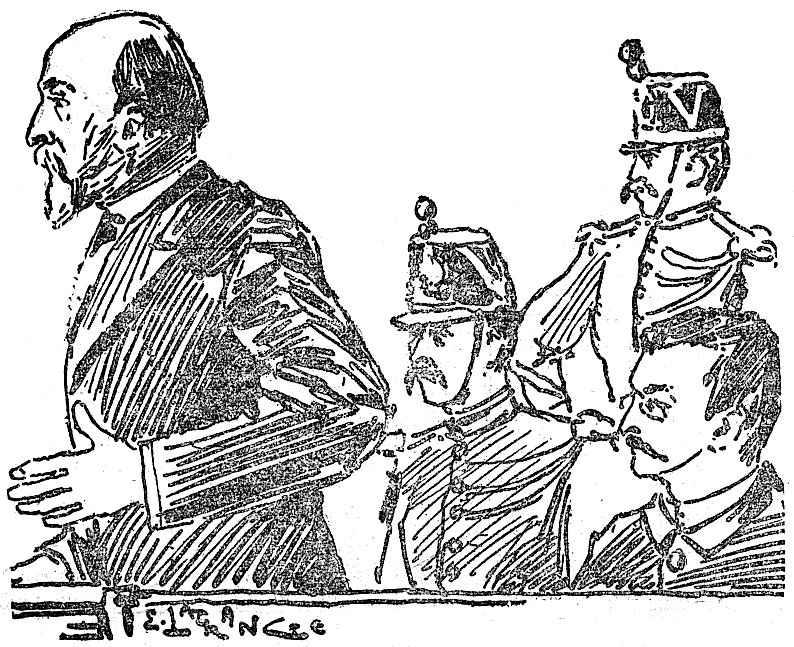
Procès de Le Guay et Prévost en février 1893 (croquis d'audience).

Présenté par le sénateur Alfred Naquet au député radical et industriel François Barbe, il entre en 1886 à la Société centrale de dynamite. Au sein de ce vaste groupe, il s'occupe particulièrement de la principale composante, la Société générale française pour la fabrication et la vente de la dynamite (présidée par Barbe), dont il devient agent général pour l'exportation, et de la filiale transvaalienne, la Société du Transvaal, pour laquelle il assure les fonctions de « secrétaire » (équivalent de directeur). Il obtient ces postes stratégiques grâce au gendre de Barbe, Georges Vian, maire de Saint-Chéron, qui le fait également entrer dans sa loge maçonnique. En échange, Arton lui aurait cédé 10 % de ses commissions et aurait acquis une propriété à Saint-Chéron pour y faire de la propagande électorale en sa faveur.
Profitant de son poste, Arton emploie les actifs dépréciés de ses propres affaires pour détourner des sommes très importantes (près de quatre millions de francs) aux dépens de la société française et de la filiale du Transvaal.
Ces détournements sont jugés une première fois en février 1893, quand la cour d'assises de la Seine condamne deux hommes présentés comme les complices d'Arton : l'ancien sénateur Gilbert Le Guay, président du conseil d'administration de la société depuis la mort de Barbe, et le comptable Prévost écopent respectivement de cinq et trois ans de prison. Vian, élu député en 1890, n'est pas inquiété tandis qu'Arton, en fuite à l'étranger pour échapper aux poursuites, est condamné par contumace à vingt ans de prison et de travaux forcés pour faux et détournement.
La Société centrale de dynamite fournissait des explosifs aux grands chantiers de génie civil, ce qui a permis à Arton, une nouvelle fois recommandé par Naquet, d'entrer en contact avec les administrateurs de la Compagnie universelle du canal interocéanique de Panama et de devenir le courtier de l'agent financier de cette entreprise, le baron Jacques de Reinach.

### Le corrupteur des «chéquards» (1888-1892)

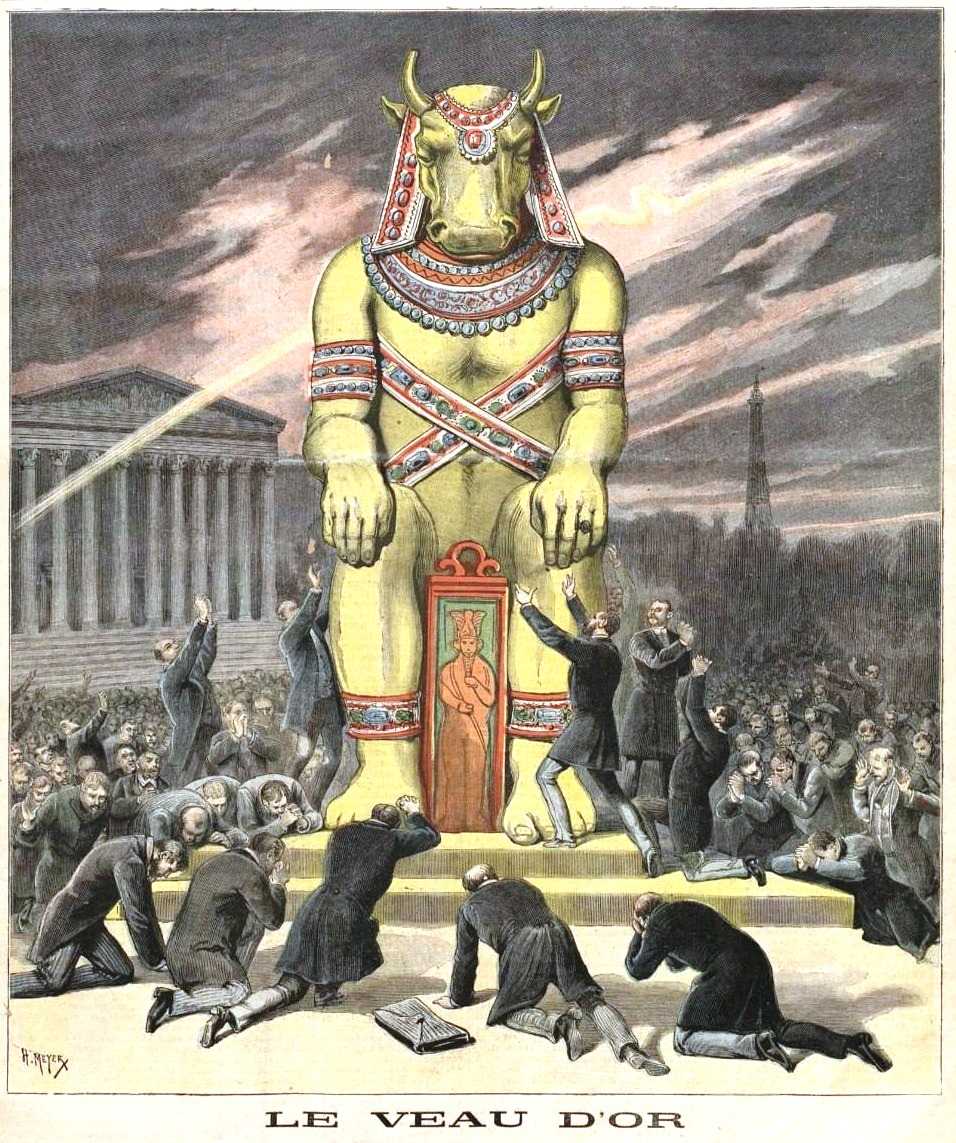
Le Veau d'or, allégorie - inspirée d'un air célèbre du Faust de Gounod - de la corruption des parlementaires par la Compagnie de Panama (gravure du supplément illustré du Petit Journal).

Dès 1885, la Compagnie du canal de Panama, affaiblie financièrement par les difficultés techniques rencontrées sur le terrain, souhaitait émettre des obligations à lots. Le vote d'une loi étant nécessaire, la Compagnie avait sollicité le dépôt d'un projet de loi du gouvernement. Comme ce dernier s'y était refusé à plusieurs reprises entre 1885 et 1887 (malgré un pot-de-vin de 375 000 francs au ministre Charles Baïhaut), il avait fallu attendre qu'un député (Alfred Michel, de Vaucluse) dépose une proposition de loi à la Chambre des députés en mars 1888. Mais les premières réticences se manifestent dès le passage de la proposition en commission, dont six des onze membres se déclarent défavorables.
Afin de convaincre les parlementaires, une vaste campagne de corruption est orchestrée. Puisant dans un fonds de plusieurs millions officiellement consacré à la propagande de la compagnie, Reinach charge ainsi Arton de distribuer des chèques à de nombreux députés. À cette fin, le courtier, intéressé à l'opération par la promesse d'une commission de 10 %, est introduit à la Chambre par un journaliste du Soir à la solde d'Henri Cottu, l'un des administrateurs de la compagnie.
Arton obtient tout d'abord le revirement du secrétaire de la commission parlementaire, Charles Sans dit Sans-Leroy, en échange de 300 000 francs. Il sert également d'intermédiaire entre Charles de Lesseps, administrateur de la compagnie, et le président du conseil, Charles Floquet, qui bénéficie à son tour de 300 000 francs, non pour son propre compte mais pour les fonds secrets destinés à financer des journaux engagés à ses côtés dans la lutte contre le boulangisme. L'organe de ce dernier mouvement, le journal La Presse dirigé par le député Georges Laguerre, est également « subventionné » par Arton, qui n'exclut aucun parti.
Hantant les couloirs du Palais Bourbon, Arton soudoie ainsi aussi bien des parlementaires radicaux, dont Henri Maret, député du Cher (qui touche près de 100 000 francs), Jean-Baptiste Saint-Martin, du Vaucluse, et François Planteau, de la Haute-Vienne, que des députés opportunistes comme Albert Pesson, d'Indre-et-Loire, et Camille Richard, de la Drôme, qui s'occupera de faire décorer l'agent du baron de Reinach.
Ainsi « promue », la proposition de loi est votée, sur rapport d'Henri Maret, lors de la séance du 28 avril 1888.
L'émission de bons est cependant un échec : la Compagnie du canal de Panama fait faillite quelques mois plus tard, en janvier 1889. Face à la colère des obligataires lésés, une instruction est ouverte en mai 1891 contre les administrateurs de la compagnie (Ferdinand de Lesseps et son fils Charles, Marius Fontane et Henri Cottu), mais aussi contre l'entrepreneur du canal (Gustave Eiffel) et l'agent financier de la société, Jacques de Reinach.
Anticipant les poursuites pour le détournement opéré au préjudice de la Société centrale de dynamite (qui vient de le révoquer), Émile Arton quitte Paris pour Londres le 21 juin 1892. Avant de s'enfuir, il prend soin de placer neuf millions de francs à l'étranger et confie à son coulissier, Eugène Deschamps, plusieurs papiers dont un document de 1888 contenant des noms de « chéquards » potentiels. Cette fuite ne semble pas se heurter à beaucoup de résistance de la part des autorités, car on permet à Laguerre de venir récupérer un sac oublié par Suzanne Néry dans l'appartement d'Arton.
Impliquant initialement les seuls responsables de la compagnie ayant fait faillite, l'affaire prend brutalement un tour politique au mois de novembre : alors que la presse nationaliste (La Cocarde, La Libre Parole) commence à révéler les faits de corruption, Reinach meurt subitement après avoir été la victime du chantage de l'affairiste Cornelius Herz (qui considérait peut-être Arton comme un concurrent employé par Reinach pour le doubler dans ce juteux trafic d'influence). Le surlendemain, le député boulangiste Delahaye obtient de la Chambre la constitution d'une commission d'enquête. Les livres de compte et le carnet de chèque laissés par Arton à la banque Offroy & Cie ainsi que les papiers confiés à Deschamps sont saisis. Le scandale de Panama est lancé.

### En cavale (1892-1895)

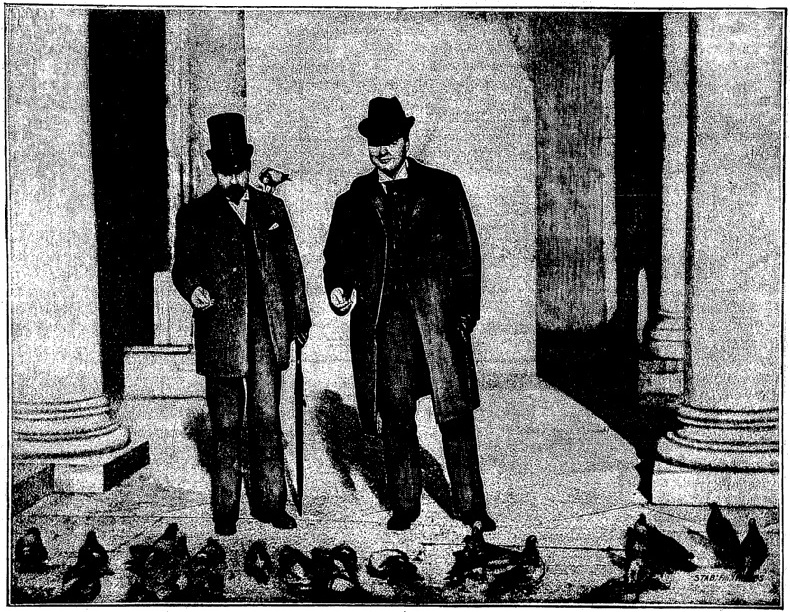
Arton et Dupas sur la place Saint-Marc (photographie du 31 décembre 1892 ou du 1 janvier 1893).

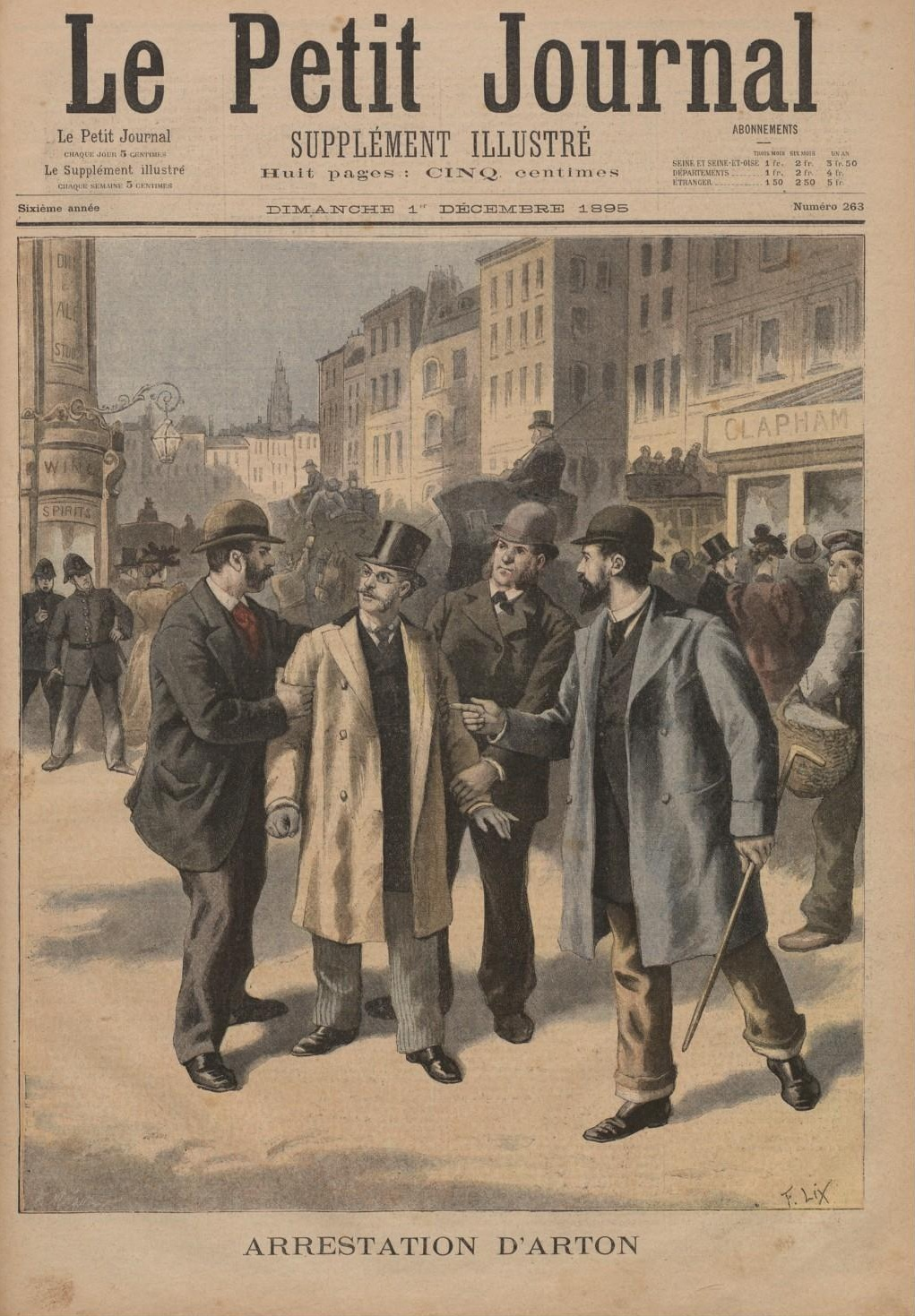
Arton est arrêté à Londres le 16 novembre 1895 (gravure du supplément illustré du Petit Journal).

Comme Cornelius Herz, Arton s'est réfugié à Londres, où il retrouve un de ses hommes de confiance, le solicitor Salberg.
Approché au moyen d'intermédiaires par plusieurs personnages aux motivations diverses, tels que l'ancien préfet de police Louis Andrieux, Arton refuse systématiquement de livrer sans contrepartie les précieux documents restés en sa possession, dont une liste réputée comporter les noms de 104 parlementaires corrompus.
Lors de cette cavale, le gouvernement français est suspecté de vouloir éviter de nouvelles révélations et, ainsi, de ne pas œuvrer avec sincérité à l'arrestation et à l'extradition d'Arton : des mandats d'amener et des mandats d'arrêt sont décernés, mais les agents envoyés sur la piste du fuyard ne semblent pas réellement chargés de l'arrêter.
Le 17 novembre 1892, Eugène Dupas, secrétaire d'Henry Soinoury, directeur de la Sûreté générale au ministère de l'Intérieur, est envoyé par ce dernier à Londres, non pour arrêter Arton mais pour le surveiller et essayer d'acquérir sa liste. Par l'entremise de l'avocat Raoul Royère, une rencontre a lieu à Venise le 31 décembre, mais Arton refuse de remettre directement ses documents à Dupas tant qu'il n'aura pas reçu du ministre de l'Intérieur, Loubet, des garanties sur sa situation. Or, quelques jours plus tard, à l'occasion de la formation du second gouvernement Ribot, Loubet est remplacé à l'Intérieur par Ribot lui-même, qui promet, le 10 janvier 1893, de faire arrêter Arton. Le président du conseil souhaite peut-être à son tour obtenir le silence d'Arton ainsi que les documents qu'il détient. Dupas, auquel on adjoint un agent de la préfecture de police, est par conséquent envoyé en Europe centrale, où Arton a été signalé. Mais celui-ci, prévenu par Royère et Sallberg, parvient à devancer les agents français, qui suivent sa trace à Budapest, Bucarest, Iași, Nuremberg, Prague, Hanovre, Magdebourg puis Ostende, d'où Arton s'embarque pour Londres en février. Un autre agent, Marie-François Goron, est alors envoyé en Angleterre, mais sans plus de résultat.
C'est donc par contumace qu'Arton est reconnu coupable de corruption et condamné, le 24 mai 1893, à la dégradation civique, cinq de prison et 100 000 francs d'amende par la cour d'assises de la Seine. Ayant abandonné son agence, il écope également de deux ans pour délit de banqueroute simple (peine confirmée en appel en décembre 1896).
Arton vit ainsi à Londres pendant trois ans sans être inquiété. Se faisant passer pour un certain Henri Newman, il réside avec sa fille à Clapham, dans Grandison Road, et exploite à partir de mai 1894 un magasin de thé au no 11 de Saint John's Hill.
Le 16 novembre 1895, il est enfin arrêté, mais sur le seul chef du détournement commis au préjudice de la Société centrale de dynamite et non en tant que corrupteur des « chéquards ». Le supplément dominical du Petit Journal consacre sa célèbre une illustrée à l'événement, mais l'hebdomadaire y voit davantage de la « poudre aux yeux » jetée par le nouveau gouvernement présidé par Léon Bourgeois et n'en attend aucune révélation sur le scandale de Panama, tandis que Le Figaro estime que la capture doit davantage au préfet de police Louis Lépine (qui est ensuite muté en Algérie) qu'au gouvernement.
Le président du conseil Bourgeois et le ministre de la Justice Louis Ricard sont même suspectés de vouloir négocier avec Arton quand celui-ci, détenu à la prison de Holloway dans l'attente de son extradition, reçoit la visite de Georges Lefèvre, fonctionnaire et homme de lettres bénéficiant de la recommandation de Ricard. Au début du mois de décembre, Dupas puis Arton écrivent au Figaro pour confirmer l'existence de négociations entre les hommes au gouvernement (Loubet, Ribot, Bourgeois, Ricard) et le contumax. Arrêté, accusé de « violation du secret professionnel » et de « recèlement de criminel », Dupas est cependant acquitté le 25 mars suivant.

### Procès et incarcération (1896-1899)

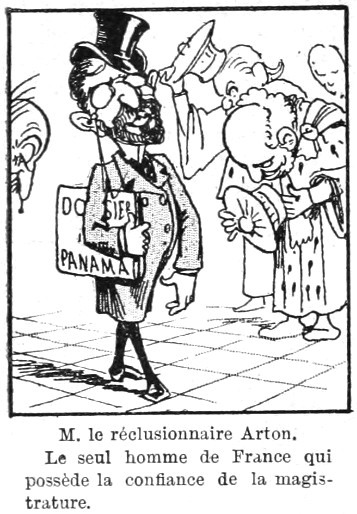
Caricature d'Arton par Moloch (1897)

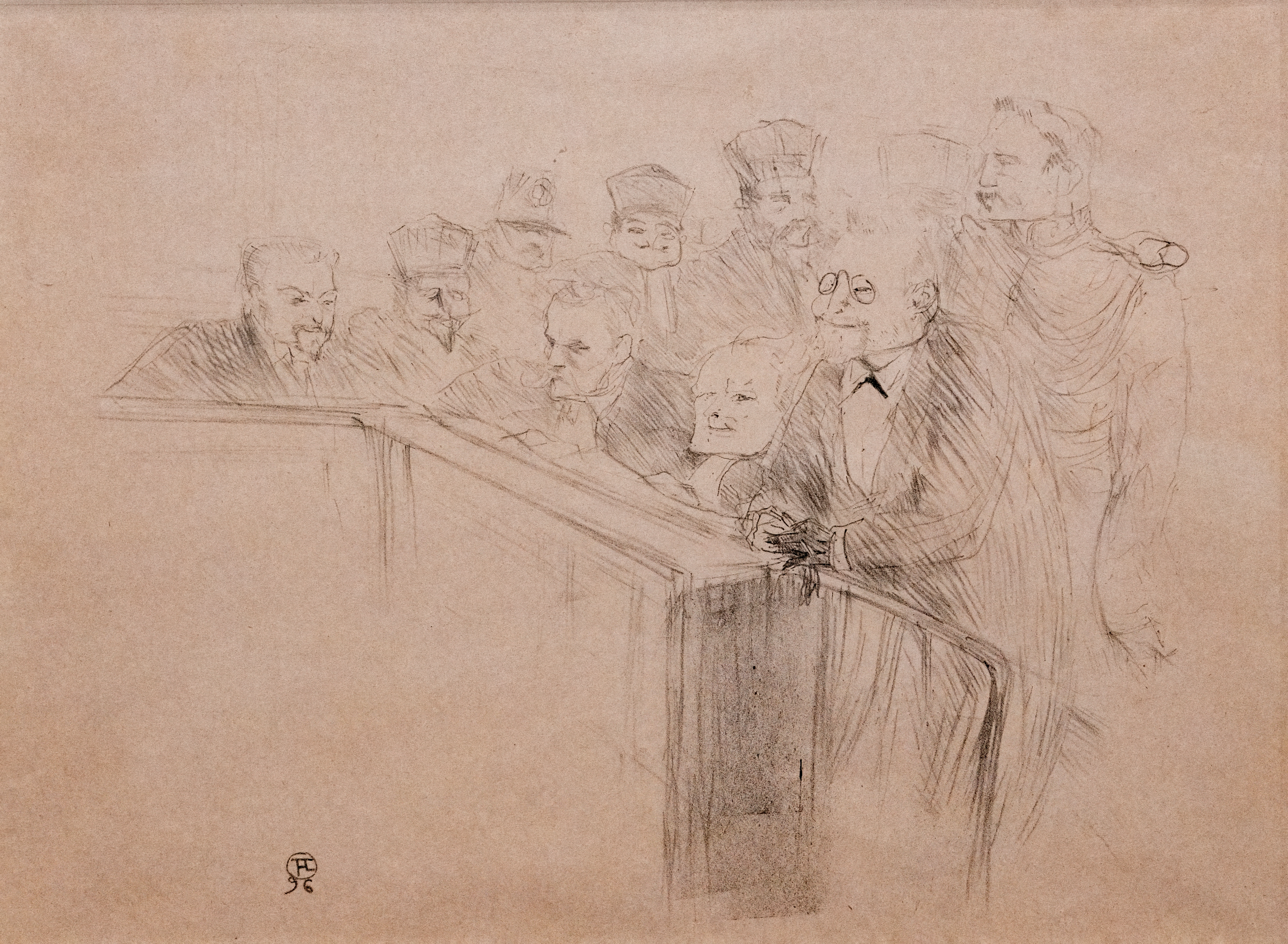
Procès Arton, Arton s'expliquant - 1896 - Henri de Toulouse-Lautrec

Extradé, Arton est ramené à Paris et conduit à la prison Mazas le 15 février 1896. Beaucoup de précautions ont été prises pour éviter les mouvements de foule : afin d'éviter les curieux massés à la gare du Nord, le prisonnier et son escorte policière ont été déposés à la plus discrète station de La Chapelle, rue des Poissonniers. Autre indice de l'intérêt suscité par ce dernier soubresaut de l'affaire de Panama : le 1er mars, Le Petit Journal consacre à nouveau la une de son supplément illustré au célèbre escroc.
Défendu par maître Demange, Arton comparaît en juin devant la cour d'assises de la Seine. Reconnu coupable de faux et de détournement, il est condamné à six ans de travaux forcés et 600 francs d'amende, mais ce jugement est cassé quelques semaines plus tard en raison d'un vice de procédure. La Cour de cassation renvoie donc l'affaire devant la cour d'assises de Seine-et-Oise (Versailles), qui, le 6 novembre, écarte l'inculpation pour faux mais condamne Arton à huit ans de réclusion pour abus de confiance.
Le même mois, il finit par accepter d'être enfin entendu sur l'affaire de Panama pour couper court à l'accusation - favorable aux « chéquards » - selon laquelle il aurait détourné à son profit la plus grande part des sommes confiées par Reinach.
Le 25 février 1897, il est tout d'abord acquitté par le jury de la Seine sur le chef de corruption du député Sans-Leroy, ce dernier ayant été lui-même acquitté lors du procès de mars 1893, à l'instar de presque tous les autres parlementaires accusés (seul Baïhaut avait été condamné après avoir fait des aveux).
Pour les faits concernant d'autres parlementaires, il faut attendre la levée par les chambres de l'immunité de ceux qui avaient été réélus en 1893 (votée entre le 27 mars et le 1er avril) et la tenue d'un nouveau procès en cour d'assises (18-30 décembre). Parmi les anciens députés convoqués, Camille Richard se suicide quelques jours après avoir appris qu'il était poursuivi. Maître Demange adopte une stratégie de défense assez audacieuse, affirmant que son client n'a fait que « remercier le concours » de parlementaires déjà acquis à la proposition de loi. Quoi qu'il en soit, la véracité des preuves produites par Arton, désormais présenté au jury comme un « réclusionnaire » condamné dans deux affaires, est mise en doute, ce qui entraîne l'acquittement de tous les accusés. Ce verdict est confirmé trois mois plus tard quand Naquet, de retour après avoir fui à l'étranger, comparaît à son tour devant la cour (3 mars 1898).
Cette procédure ne passionne déjà plus le public : lassé de ce scandale de Panama qui ne cesse de se dégonfler, son attention se reporte désormais sur une autre affaire d’État.
Transféré en janvier 1898 à la maison centrale de Melun, Arton en est bientôt retiré pour lui permettre de soigner à l'hôpital Saint-Louis plusieurs problèmes de santé (hernie, dyspepsie, neurasthénie) diagnostiqués par des médecins complaisants. Dès le 18 octobre 1899, le président Loubet fait remise à Arton du restant de sa peine en le graciant.

### Dernières années (1899-1905)
Libéré, Arton emménage avec sa famille au no 198 du boulevard Pereire, dans le quartier des Ternes, et reprend les affaires, installant ses bureaux au 13 de la rue Laffitte.
Malgré de juteuses spéculations, il connaît de nouveaux déboires financiers et, acculé par ses créanciers, met fin à ses jours le 17 juillet 1905 en avalant du cyanure de potassium. Après des obsèques célébrées en l'église Saint-Ferdinand-des-Ternes, Arton est inhumé le 21 juillet au cimetière de Saint-Ouen.
L'historien Jean-Yves Mollier a mis en question la thèse officielle du suicide et a jugé cette mort « suspecte ». Il y a cependant eu une enquête approfondie et une autopsie dès le lendemain du décès, contrairement à ce qui s'était passé treize ans plus tôt pour Jacques de Reinach.